# Catedral de Nuestra Señora de la Paz (Lomas de Zamora)
La Catedral Nuestra Señora de La Paz, comúnmente denominada Catedral de Lomas de Zamora, es un templo católico, ubicado en la plaza central de la ciudad argentina de Lomas de Zamora, bajo la advocación de Nuestra Señora de La Paz. Pertenece a la diócesis de Lomas de Zamora.
Su terreno, al igual que el de la Plaza Grigera y el de la Municipalidad, fue donado por Victorio Grigera en 1860. La primera etapa de su construcción comenzó el 16 de enero de ese año, a cargo de los arquitectos Nicolás y José Canale. La piedra fundamental del edificio fue colocada por Bartolomé Mitre. Su inauguración se concretó el 22 de enero de 1865, mientras que la construcción del crucero, la cúpula y el actual presbiterio se inició en 1898, bajo la supervisión de los arquitectos Juan Ochoa y Domingo Selva, concluyéndose el 24 de enero de 1900.
Con motivo de su centenario, en 1965, fue declarada Basílica Menor por el papa Pablo VI.